# コサック (駆逐艦・2代)
| 「コサック」 | |
| 艦歴         | |
| 発注         | |
| 起工         | 1936年6月9日 |
| 進水         | 1937年6月8日 |
| 就役         | 1938年6月7日 |
| 退役         | |
| その後       | 1941年10月27日戦没 |
| 除籍         | |
| 性能諸元     | |
| 排水量       | 1,870トン |
| 全長         | 364 ft 8 in（111.2 m） |
| 全幅         | 36 ft 6 in（11.1 m） |
| 吃水         | 13 ft（4.0 m） |
| 機関         | アドミラルティ式3胴型水管缶3基 パーソンズ式ギアードタービン2軸 44,430 hp（公試時）                                                                    |
| 最大速       | 36.2ノット（公試時） |
| 乗員         | 219名 |
| 兵装         | 4.7インチ（12 cm）砲連装4基 2ポンド対空砲4連装1基 0.5口径（12.7 mm）機関銃4連装2基 21インチ（533 mm）4連装魚雷発射管1基 爆雷投射機2基 爆雷投下軌条1基 |

コサック (HMS Cossack, F03) は、イギリス海軍のトライバル級駆逐艦。1940年にノルウェー領海で行った、ドイツ補給船「アルトマルク」への乗り込みによるイギリス捕虜救出作戦（アルトマルク号事件）で有名になった。
艦名は、コサックの名を取ったものである。

## 艦歴
「コサック」は1936年6月9日に、ニューカッスル・オン・タインにあるヴィッカース・アームストロング社のハイ・ウォーカー・ヤードで起工され、1937年6月8日、S・V・グッドール夫人によって進水した。就役は1938年6月7日、出動準備完了は1938年6月14日だった。
「コサック」の最初の戦闘は1940年2月16日、ノルウェーのイェッシングフィヨルド（Jøssingfjord）でのいわゆる「アルトマルク号事件」であった。ドイツの補給船「アルトマルク」には装甲艦「アドミラル・グラーフ・シュペー」に拿捕された商船の乗組員が囚えられていたが、「コサック」の乗員がこれに乗り込み、「アルトマルク」乗組員7名を殺害することによって救出した。「コサック」は解放した捕虜299人を乗せて2月17日にスコットランドのレイス（Leith）に到着した。「アルトマルク」への実力行使に対するドイツ政府の抗議を受けて、ノルウェー政府は「コサック」のノルウェーの中立の侵犯に抗議し、捕虜の返還を要求した。
その後まもない1940年4月、「コサック」は第2次ナルヴィク海戦に参加した。1940年後半には、北大西洋に進入すると報じられたドイツの水上部隊を捜索する部隊の一員となった。部隊は巡洋戦艦「フッド」、軽巡洋艦「エディンバラ」と駆逐艦「エレクトラ」、「エコー」、「エスカペイド」および「コサック」で構成されていた。その通報は間違っていたことが判明し、部隊はクリスマスを含む1週間を海上で過ごした後に、大晦日に港に戻った。
1941年5月、「コサック」はドイツ戦艦「ビスマルク」追撃戦に参加した。「コサック」と他の4隻の駆逐艦は中東向けのWS8B船団を護衛していたが、5月26日にそこから分かれ、「ビスマルク」の存在が報じられた海域に向かった。彼らはその夕方「ビスマルク」を見つけ、夜から翌朝にかけて数度の魚雷攻撃を敢行した。命中弾はなかったが、「ビスマルク」の砲手が睡眠を取れないようにすることによって翌朝の戦艦部隊による「ビスマルク」攻撃を容易にした。
1941年10月23日、ジブラルタルからイギリスへ向かうHG75船団護衛中にドイツ潜水艦「U563」の攻撃を受けて魚雷1本が命中した。10月25日にジブラルタルから曳船「テムズ (Thames)」が到着し「コサック」の曳航を開始したが、10月27日に「コサック」は沈没した。乗組員159人が犠牲となった。